# Olympische Sommerspiele 1988/Teilnehmer (Italien)
| Gelbes Symbol für Goldmedaillen mit stilisierten Olympischen Ringen | Graues Symbol für Silbermedaillen mit stilisierten Olympischen Ringen | Braundes Symbol für Bronzemedaillen mit stilisierten Olympischen Ringen |
| ------------------------------------------------------------------- | --------------------------------------------------------------------- | ----------------------------------------------------------------------- |
| 6                                                                   | 4                                                                     | 4                                                                       |

Italien nahm an den Olympischen Sommerspielen 1988 in Seoul mit einer Delegation von 253 Athleten (212 Männer und 41 Frauen) an 140 Wettkämpfen in 23 Sportarten teil. Fahnenträger bei der Eröffnungsfeier war der Leichtathlet Pietro Mennea.

## Teilnehmer nach Sportarten

### Bogenschießen
Männer
- Ilario Di Buò
Einzel: 13. Platz
Mannschaft: 9. Platz

- Giancarlo Ferrari
Einzel: 33. Platz
Mannschaft: 9. Platz

- Andrea Parenti
Einzel: 28. Platz
Mannschaft: 9. Platz

### Boxen
Männer
- Giorgio Campanella
Leichtgewicht: 2. Runde

- Luigi Gaudiano
Schwergewicht: Viertelfinale

- Andrea Magi
Halbschwergewicht: Viertelfinale

- Andrea Mannai
Fliegengewicht: 1. Runde

- Michele Mastrodonato
Mittelgewicht: Viertelfinale

- Vincenzo Nardiello
Halbmittelgewicht: Viertelfinale

- Giovanni Parisi
Federgewicht: Gold

### Fechten
| Männer - Gianfranco Dalla Barba Säbel, Einzel: 10. Platz Säbel, Mannschaft: Bronze - Stefano Bellone Degen, Mannschaft: 4. Platz - Andrea Bermond Des Ambrois Degen, Mannschaft: 4. Platz - Andrea Borella Florett, Einzel: 41. Platz Florett, Mannschaft: 7. Platz - Massimo Cavaliere Säbel, Mannschaft: Bronze - Stefano Cerioni Florett, Einzel: Gold Florett, Mannschaft: 7. Platz - Federico Cervi Florett, Mannschaft: 7. Platz - Andrea Cipressa Florett, Mannschaft: 7. Platz - Sandro Cuomo Degen, Einzel: 4. Platz Degen, Mannschaft: 4. Platz - Marco Marin Säbel, Einzel: 14. Platz Säbel, Mannschaft: Bronze - Angelo Mazzoni Degen, Einzel: 25. Platz Degen, Mannschaft: 4. Platz - Ferdinando Meglio Säbel, Mannschaft: Bronze - Mauro Numa Florett, Einzel: 6. Platz Florett, Mannschaft: 7. Platz - Stefano Pantano Degen, Einzel: 14. Platz Degen, Mannschaft: 4. Platz - Giovanni Scalzo Säbel, Einzel: Bronze Säbel, Mannschaft: Bronze | Frauen - Francesca Bortolozzi-Borella Florett, Mannschaft: Silber - Annapia Gandolfi Florett, Einzel: 27. Platz Florett, Mannschaft: Silber - Lucia Traversa Florett, Mannschaft: Silber - Dorina Vaccaroni Florett, Einzel: 10. Platz Florett, Mannschaft: Silber - Margherita Zalaffi Florett, Einzel: 9. Platz Florett, Mannschaft: Silber |

### Fußball
Männer
- 4. Platz

- Kader
  - Tor

1 Stefano Tacconi
12 Giuliano Giuliani
20 Gianluca Pagliuca
  - Abwehr

2 Roberto Cravero
4 Luigi De Agostini
5 Ciro Ferrara
6 Mauro Tassotti
8 Luca Pellegrini
9 Massimo Brambati
10 Stefano Carobbi
  - Mittelfeld

7 Angelo Colombo
11 Massimo Crippa
15 Roberto Galia
16 Giuseppe Iachini
17 Stefano Desideri
18 Massimo Mauro
19 Alberigo Evani
  - Sturm

3 Andrea Carnevale
13 Pietro Paolo Virdis
14 Ruggiero Rizzitelli
  - Trainer

Francesco Rocca

### Gewichtheben
Männer
- Fabio Magrini
I. Schwergewicht: 9. Platz

- Angelo Mannironi
Mittelgewicht: 9. Platz

- Norberto Oberburger
II. Schwergewicht: 6. Platz

- Pietro Pujia
Mittelgewicht: 18. Platz

- Giovanni Scarantino
Bantamgewicht: 8. Platz

- Fausto Tosi
Leichtschwergewicht: 7. Platz

### Judo
Männer
- Marino Cattedra
Ultraleichtgewicht: 35. Platz

- Juri Fazi
Halbschwergewicht: 7. Platz

- Ezio Gamba
Leichtgewicht: 13. Platz

- Stefano Venturelli
Schwergewicht: 13. Platz

### Kanu
Männer
- Beniamino Bonomi
Kajak-Zweier, 500 Meter: 9. Platz
Kajak-Vierer, 1000 Meter: 7. Platz

- Bruno Dreossi
Kajak-Zweier, 1000 Meter: Halbfinale

- Francesco Mandragona
Kajak-Vierer, 1000 Meter: 7. Platz

- Alessandro Pieri
Kajak-Zweier, 1000 Meter: Halbfinale
Kajak-Vierer, 1000 Meter: 7. Platz

- Daniele Scarpa
Kajak-Zweier, 500 Meter: 9. Platz
Kajak-Vierer, 1000 Meter: 7. Platz

### Leichtathletik
| Männer - Alessandro Andrei Kugelstoßen: 7. Platz - Salvatore Antibo 5000 Meter: Halbfinale 10.000 Meter: Silber - Sandro Bellucci 50 Kilometer Gehen: 32. Platz - Giovanni De Benedictis 20 Kilometer Gehen: 9. Platz - Gelindo Bordin Marathon: Gold - Alberto Cova 10.000 Meter: Vorläufe - Maurizio Damilano 20 Kilometer Gehen: Bronze - Raffaello Ducceschi 50 Kilometer Gehen: 8. Platz - Giovanni Evangelisti Weitsprung: 4. Platz - Sandro Floris 4 × 100 Meter: 5. Platz - Alessandro Lambruschini 3000 Meter Hindernis: 4. Platz - Michele Lazazzera 100 Meter: Viertelfinale - Ezio Madonia 100 Meter: Viertelfinale 4 × 100 Meter: 5. Platz - Carlo Mattioli 20 Kilometer Gehen: 19. Platz - Stefano Mei 5000 Meter: 7. Platz - Pietro Mennea 200 Meter: Vorläufe - Gennaro Di Napoli 1500 Meter: Halbfinale - Francesco Panetta 3000 Meter Hindernis: 9. Platz - Pierfrancesco Pavoni 100 Meter: Viertelfinale 4 × 100 Meter: 5. Platz - Giovanni Perricelli 50 Kilometer Gehen: 11. Platz - Orlando Pizzolato Marathon: 16. Platz - Gianni Poli Marathon: 19. Platz - Donato Sabia 800 Meter: 7. Platz - Lucio Serrani Hammerwurf: 21. Platz in der Qualifikation - Stefano Tilli 200 Meter: Halbfinale 4 × 100 Meter: 5. Platz - Luca Toso Hochsprung: 13. Platz - Tonino Viali 800 Meter: Viertelfinale | Frauen - Anna Rita Angotzi 200 Meter: Viertelfinale 4 × 100 Meter: Halbfinale - Antonella Bizioli Marathon: 23. Platz - Roberta Brunet 3000 Meter: Vorläufe - Antonella Capriotti Weitsprung: 19. Platz in der Qualifikation - Maria Curatolo Marathon: 8. Platz - Daniela Ferrian 4 × 100 Meter: Halbfinale - Laura Fogli Marathon: 6. Platz - Marisa Masullo 100 Meter: Vorläufe 200 Meter: Viertelfinale 4 × 100 Meter: Halbfinale - Rosanna Munerotto 10.000 Meter: 14. Platz - Rossella Tarolo 100 Meter: Vorläufe 4 × 100 Meter: Halbfinale - Irmgard Trojer 400 Meter Hürden: Vorläufe |

### Moderner Fünfkampf
Männer
- Daniele Masala
Einzel: 10. Platz
Mannschaft: Silber

- Carlo Massullo
Einzel: Silber 
Mannschaft: Silber

- Gianluca Tiberti
Einzel: 17. Platz
Mannschaft: Silber

### Radsport
| Männer - Ivan Beltrami 4000 Meter Einerverfolgung: 8. Platz - Fabrizio Bontempi Straßenrennen: 16. Platz - Gianluca Bortolami Straßenrennen: 40. Platz - Andrea Faccini Sprint: 4. Runde - Giovanni Lombardi Punktefahren: 11. Platz - Roberto Pelliconi Straßenrennen: 7. Platz - Roberto Maggioni, Eros Poli, Mario Scirea & Flavio Vanzella 100 Kilometer Mannschaftszeitfahren: 5. Platz - Fabio Baldato, Ivan Beltrami, Gianpaolo Grisandi, David Solari & Fabrizio Trezzi 4000 Meter Mannschaftsverfolgung: 6. Platz | Frauen - Roberta Bonanomi Straßenrennen: 45. Platz - Maria Canins Straßenrennen: 32. Platz - Imelda Chiappa Straßenrennen: 15. Platz - Elisabetta Fanton Sprint: 2. Runde |

### Reiten
- Bartolo Ambrosione
Vielseitigkeitsreiten, Einzel: 11. Platz
Vielseitigkeitsreiten, Mannschaft: DNF

- Ranieri Campello
Vielseitigkeitsreiten, Einzel: DNF
Vielseitigkeitsreiten, Mannschaft: DNF

- Dino Costantini
Vielseitigkeitsreiten, Einzel: DNF
Vielseitigkeitsreiten, Mannschaft: DNF

- Daria Fantoni
Dressur, Einzel: 22. Platz

- Francesco Girardi
Vielseitigkeitsreiten, Einzel: 22. Platz
Vielseitigkeitsreiten, Mannschaft: DNF

### Rhythmische Sportgymnastik
Frauen
- Micaela Imperatori
Einzel: 12. Platz

- Giulia Staccioli
Einzel: 18. Platz

### Ringen
Männer
- Vincenzo Maenza
Halbfliegengewicht, griechisch-römisch: Gold

- Ernesto Razzino
Mittelgewicht, griechisch-römisch: 2. Runde

- Giovanni Schillaci
Federgewicht, Freistil: 7. Platz

- Fabio Valguarnera
Superschwergewicht, griechisch-römisch: 2. Runde

### Rudern
Männer
- Giovanni Calabrese
Einer: 10. Platz

- Roberto Fusaro & Mauro Jagodnich
Doppelzweier: 9. Platz

- Carmine Abbagnale, Giuseppe Abbagnale, & Giuseppe Di Capua
Zweier mit Steuermann: Gold

- Agostino Abbagnale, Gianluca Farina, Piero Poli & Davide Tizzano
Doppelvierer: Gold

- Sergio Caropreso, Carlo Gaddi, Pasquale Marigliano & Valter Molea
Vierer ohne Steuermann: 5. Platz

- Giuseppe Carando, Dino Lucchetta, Leonardo Massa, Antonio Maurogiovanni & Giovanni Miccoli
Vierer mit Steuermann: 10. Platz

- Antonio Baldacci, Ettore Bulgarelli, Piero Carletto, Giuseppe Di Palo, Renato Gaeta, Dino Lucchetta, Giovanni Suarez, Annibale Venier & Franco Zucchi
Achter: 7. Platz

### Schießen
| Männer - Roberto Di Donna Freie Pistole: 23. Platz - Valerio Donnianni Laufende Scheibe: 19. Platz - Dario Palazzani Luftpistole: 18. Platz Freie Pistole: 12. Platz - Alberto Sevieri Schnellfeuerpistole: 4. Platz - Vincenzo Tondo Luftpistole: 43. Platz | Offene Klasse - Pia Lucia Baldisserri Trap: 46. Platz - Andrea Benelli Skeet: 20. Platz - Daniele Cioni Trap: 24. Platz - Celso Giardini Skeet: 33. Platz - Luciano Giovannetti Trap: 18. Platz - Albano Pera Trap: 10. Platz - Luca Scribani Rossi Skeet: 7. Platz | Frauen - Flavia Zanfrá Luftgewehr: 41. Platz |

### Schwimmen
| Männer - Stefano Battistelli 1500 Meter Freistil: 20. Platz 200 Meter Rücken: 17. Platz 400 Meter Lagen: Bronze - Roberto Cassio 200 Meter Lagen: 18. Platz - Andrea Ceccarini 4 × 100 Meter Freistil: 8. Platz - Valerio Giambalvo 4 × 200 Meter Freistil: 5. Platz 100 Meter Rücken: 37. Platz 100 Meter Schmetterling: 28. Platz 4 × 100 Meter Lagen: 15. Platz - Roberto Gleria 100 Meter Freistil: 18. Platz 200 Meter Freistil: 18. Platz 400 Meter Freistil: 19. Platz 4 × 100 Meter Freistil: 8. Platz 4 × 200 Meter Freistil: 5. Platz 4 × 100 Meter Lagen: 15. Platz - Giorgio Lamberti 200 Meter Freistil: 18. Platz 400 Meter Freistil: 18. Platz 4 × 100 Meter Freistil: 8. Platz 4 × 200 Meter Freistil: 5. Platz - Leonardo Michelotti 100 Meter Schmetterling: 22. Platz 4 × 100 Meter Lagen: 15. Platz - Gianni Minervini 100 Meter Brust: 7. Platz 4 × 100 Meter Lagen: 15. Platz - Luca Pellegrini 1500 Meter Freistil: 10. Platz - Fabrizio Rampazzo 4 × 100 Meter Freistil: 8. Platz 4 × 200 Meter Freistil: 5. Platz - Luca Sacchi 200 Meter Lagen: 13. Platz 400 Meter Lagen: 7. Platz - Massimo Trevisan 4 × 200 Meter Freistil: 5. Platz | Frauen - Manuela Carosi 100 Meter Rücken: 11. Platz - Roberta Felotti 200 Meter Lagen: 13. Platz 400 Meter Lagen: 9. Platz - Manuela Melchiorri 400 Meter Freistil: 14. Platz 800 Meter Freistil: 12. Platz - Annalisa Nisiro 200 Meter Brust: 12. Platz - Silvia Persi 100 Meter Freistil: 29. Platz 200 Meter Freistil: 23. Platz 4 × 100 Meter Lagen: 8. Platz - Ilaria Tocchini 100 Meter Schmetterling: 16. Platz 4 × 100 Meter Lagen: 8. Platz - Manuela Dalla Valle 100 Meter Brust: 12. Platz 200 Meter Brust: 8. Platz 200 Meter Lagen: 25. Platz 4 × 100 Meter Lagen: 8. Platz - Lorenza Vigarani 100 Meter Rücken: 13. Platz 200 Meter Rücken: 13. Platz 4 × 100 Meter Lagen: 8. Platz - Emanuela Viola 100 Meter Schmetterling: 24. Platz |

### Segeln
| Männer - Francesco Wirz Windsurfen: 6. Platz - Paolo Semeraro Finn-Dinghy: 22. Platz - Paolo Montefusco & Sandro Montefusco 470er: 7. Platz | Offene Klasse - Giorgio Gorla & Alfio Peraboni Star: 5. Platz - Luca Santella & Giorgio Zuccoli Tornado: 5. Platz - Claudio Celon & Mario Celon Flying Dutchman: 19. Platz - Gianluca Lamaro, Valerio Romano & Aurelio Dalla Vecchia Soling: 13. Platz | Frauen - Anna Bacchiega & Nives Monico 470er: 12. Platz |

### Tennis
| Männer - Omar Camporese Einzel: 1. Runde Doppel: 1. Runde - Paolo Canè Einzel: Viertelfinale - Diego Nargiso Einzel: 2. Runde Doppel: 1. Runde | Frauen - Sandra Cecchini Einzel: 2. Runde Doppel: 1. Runde - Raffaella Reggi Einzel: Viertelfinale Doppel: 1. Runde |

### Tischtennis
Männer
- Massimo Costantini
Einzel: 41. Platz

### Turnen
| Männer - Vittorio Allievi Einzelmehrkampf: 78. Platz in der Qualifikation Mannschaftsmehrkampf: 8. Platz Boden: 77. Platz in der Qualifikation Pferd: 67. Platz in der Qualifikation Barren: 75. Platz in der Qualifikation Reck: 74. Platz in der Qualifikation Ringe: 81. Platz in der Qualifikation Seitpferd: 69. Platz in der Qualifikation - Paolo Bucci Einzelmehrkampf: 24. Platz in der Qualifikation Mannschaftsmehrkampf: 8. Platz Boden: 51. Platz in der Qualifikation Pferd: 50. Platz in der Qualifikation Barren: 25. Platz in der Qualifikation Reck: 52. Platz in der Qualifikation Ringe: 39. Platz in der Qualifikation Seitpferd: 30. Platz in der Qualifikation - Jury Chechi Einzelmehrkampf: 17. Platz Mannschaftsmehrkampf: 8. Platz Boden: 15. Platz in der Qualifikation Pferd: 33. Platz in der Qualifikation Barren: 18. Platz in der Qualifikation Reck: 66. Platz in der Qualifikation Ringe: 6. Platz Seitpferd: 22. Platz in der Qualifikation - Boris Preti Einzelmehrkampf: 15. Platz Mannschaftsmehrkampf: 8. Platz Boden: 6. Platz Pferd: 46. Platz in der Qualifikation Barren: 8. Platz Reck: 56. Platz in der Qualifikation Ringe: 18. Platz in der Qualifikation Seitpferd: 15. Platz in der Qualifikation - Gabriele Sala Einzelmehrkampf: 61. Platz in der Qualifikation Mannschaftsmehrkampf: 8. Platz Boden: 64. Platz in der Qualifikation Pferd: 50. Platz in der Qualifikation Barren: 39. Platz in der Qualifikation Reck: 58. Platz in der Qualifikation Ringe: 76. Platz in der Qualifikation Seitpferd: 51. Platz in der Qualifikation - Riccardo Trapella Einzelmehrkampf: 53. Platz in der Qualifikation Mannschaftsmehrkampf: 8. Platz Boden: 25. Platz in der Qualifikation Pferd: 67. Platz in der Qualifikation Barren: 59. Platz in der Qualifikation Reck: 68. Platz in der Qualifikation Ringe: 58. Platz in der Qualifikation Seitpferd: 42. Platz in der Qualifikation | Frauen - Maria Cocuzza Einzelmehrkampf: 66. Platz in der Qualifikation Boden: 61. Platz in der Qualifikation Pferd: 68. Platz in der Qualifikation Stufenbarren: 70. Platz in der Qualifikation Schwebebalken: 49. Platz in der Qualifikation - Patrizia Luconi Einzelmehrkampf: 54. Platz in der Qualifikation Boden: 63. Platz in der Qualifikation Pferd: 55. Platz in der Qualifikation Stufenbarren: 32. Platz in der Qualifikation Schwebebalken: 58. Platz in der Qualifikation - Giulia Volpi Einzelmehrkampf: 28. Platz Boden: 24. Platz in der Qualifikation Pferd: 43. Platz in der Qualifikation Stufenbarren: 41. Platz in der Qualifikation Schwebebalken: 68. Platz in der Qualifikation |

### Volleyball
Männer
- 9. Platz

- Kader
Lorenzo Bernardi
Marco Bracci
Luca Cantagalli
Massimo Castagna
Claudio Galli
Andrea Gardini
Andrea Giani
Ferdinando De Giorgi
Alessandro Lazzeroni
Andrea Lucchetta
Pier Paolo Lucchetta
Andrea Zorzi

### Wasserball
Männer
- 7. Platz

- Kader
Marco D’Altrui
Gianni Averaimo
Paolo Caldarella
Alessandro Campagna
Massimiliano Ferretti
Mario Fiorillo
Alfio Misaggi
Andrea Pisano
Franco Porzio
Stefano Postiglione
Antonello Steardo
Riccardo Tempestini
Paolo Trapanese

### Wasserspringen
Männer
- Oscar Bertone
Turmspringen: 17. Platz in der Qualifikation

- Massimo Castellani
Kunstspringen: 13. Platz in der Qualifikation

- Piero Italiani
Kunstspringen: 16. Platz in der Qualifikation

- Domenico Rinaldi
Turmspringen: 16. Platz in der Qualifikation